# Germán Aceros
Germán Aceros, indicato anche come Hernán Aceros  (Bucaramanga, 30 settembre 1938 – Floridablanca, 29 ottobre 2018), è stato un calciatore colombiano, di ruolo centrocampista.

## Carriera
Prese parte con la Nazionale colombiana ai Mondiali del 1962.
Segnò in totale 104 reti nel campionato colombiano.